# Ystrad Mynach
Ystrad Mynach est une ville du comté de Caerphilly au Pays de Galles. Sa population est de 19 775 habitants.

## Personnalités liées
- Richard Brake
- Mervyn Burtch
- Andy Fairweather-Low
- Paul Atherton
- Greville Wynne